# Sangoné Macodou Dieng Sall
Sangoné Macodou Dieng Sall (1898 à Thiathiour en Afrique-Occidentale française - 30 mars 1964 à Ndoyenne au Sénégal) était un chef de canton sénégalais.

## Biographie
Fils de Bounama Dior, frère cadet de Demba War, Sangoné est de par sa mère Sokhna Macodou Dieng, le petit-fils du célèbre héros tombé au champ d'honneur à Guilé, Moussé Boury Déguène Dieng, le paladin que les princesses du Cayor pleurent encore dans leurs veillées.
Il fréquente l'école française à Tivaouane, avant de s'engager volontairement dans le corps des Tirailleurs pour la durée de la Première Guerre mondiale. Démobilisé en 1921 avec le grade de sergent-chef, il rejoint son grand frère Massamba Yacine Issa Sall, chef de canton à Mékhé, pour le seconder dans l'administration de sa province. En 1923, la province du Gueth est scindée en plusieurs cantons et il est nommé chef du Ndoyenne-Ndagame-Ndour. Visionnaire, il mit en valeur d'immenses terres dont le produit était redistribué à ses administrés. Sa générosité légendaire avait franchi les frontières du Cayor. Officier de l'Ordre national du Lion, de l'Ordre du mérite, chevalier du Mérite agricole et chevalier de la Légion d'honneur, il meurt le 30 mars 1964 à Ndoyenne, chef-lieu du canton dont il était le chef de 1923 à l'indépendance du Sénégal.